# Aranđelovac
Aranđelovac (v srbské cyrilici Аранђеловац) je město v Srbsku v Šumadijském okruhu asi 76 km jižně od Bělehradu, v blízkosti vrcholu Bukulja. V roce 2002 mělo 24 309 obyvatel, z nichž 96 % tvoří Srbové. Nachází se v místě dvou původních vesnic Vrbica a Bukovik. 

## Historie
V okolí současného Aranđelovace vypuklo první srbské povstání, které inicioval pozdější srbský kníže Karađorđe Petrović. 
Lokalitu a její minerální vody učinil v srbské společnosti populární tehdejší vzdělanec Dositej Obradović.
Roku 1858 kníže Miloš Obrenović, který často pobýval ve zdejších lázních Bukovička Banja, zde nechal vybudovat chrám svatého Archanděla Gabriela a z původních vesnic (Bukovic a Vrbnica) vytvořil dnešní Aranđelovac, obec získala název právě podle kostela (podle zasvěcení archandělu srbsky aranđelu). V roce 1735 byla připomínána ještě pod tureckou nadvládou vesnice Vrbnica s 50 domy a cca 300 až 350 obyvateli.

## Kultura a zajímavosti
Мěsto je známé především díky léčivé minerální vodě, která se již od počátku 20. století vyváží do širokého okolí. V moderní době se stal Aranđelovac především lázeňským městem a oblíbený je i jako turistická destinace. Nachází se zde akvapark. Značnou část středu města zabírá rozsáhlý park.
V Aranđelovaci se nachází také bývalé letní sídlo dynastie Obrenovićů.
Východně od Aranđelovace se nachází jeskyně s názvem Risovača. Jihozápadně od města se nachází vrchol Bukulja s rozhlednou.

## Ekonomika
V Aranđelovaci jsou stáčeny vody společnosti Knjaz Miloš. Během období existence socialistické Jugoslávie zde sídilo i několik průmyslových firem, které nicméně zkrachovaly v souvislosti s transformací srbské ekonomiky.